# المدرسة الرشيدية (تونس)
المعهد الرشيدي للموسيقى التونسية أو المدرسة الرشيدية أو اختصارًا الرشيدية هو معهد للموسيقى في تونس تم تأسيسه سنة 1934 لاحياء وتطوير البلاد التونسي الأرت الرشيدية علي يد ثلة من المثقفين التونسيين وعلى رأسهم مدير التشريفات بالوزارة الكبري وشيخ مدينة تونس وقد سميت بهذا الاسم نسبة لمحمد الرشيد باي 1710 - 1759 وهو أحد الأدباء والفنانين الذين ظهروا في القرن الثامن عشر الميلادي في تونس حيث كان شاعرا ولها ولعا بالموسيقي التونسية والعزف علي بعض الالات.
يأخذ المعهد من دار الدولاتلي في مدينة تونس العتيقة مقرا له.

## التاريخ
برزت الرشيدية في ظروف سياسية واجتماعية صعبة، إذ اقترن تاريخ تأسيسها بتاريخ تصاعد العمل النضالي على مختلف الجبهات والاصعدة الفكرية والعلمية فظهور الرشيدية في هذه الفترة السياسية أي فترة الثلاثينيات ليس من باب الصدفة بل هو عمل ثقافي من أبرز غاياته المحافظة علي الشخصية التونسية من الذوبان، إذ أراد المستعمر وأعوانه أن تنخلع تونس عن الحضارة العربية وينسلخ تراثها الموسيقي والغنائي عن الحضارة والثقافة العربية والإسلامية.
وبرغم ظهور مؤسسات ثقافية عدة لها طابع موسيقي تقاسمت مع الرشيدية اهدافها وغاياتها، فان هذه الأخيرة ما زالت الي اليوم مركز اشعاع للعمل الموسيقي ولعل الذي جعلها تعيش الي اليوم متألقة هو ايمان المشرفين عليها بان العمل الموسيقي الذي يقومون به يجب أن تتم المحافظة عليه ويجب تبليغه للاجيال اللاحقة.
وعملت الرشيدية منذ تأسيسها على تنمية التراث الموسيقي والعمل على ايجاد نوبات اخري للمألوف وإضافة مجموعة من الأعمال الموسيقية الفردية إلى رصيدها وما زالت تعمل علي التعريف بالتراث الموسيقي التونسي لدى مختلف الشعوب وقد قدمت عروضا موسيقية رائعة في عديد البلدان العربية والإسلامية والأوروبية ودعمت كذلك النشر الخاص بالموسيقي حيث نشرت العديد من الكتب التي تعرف بشيوخ الموسيقي في تونس من بينهم الشيخ خميس الترنان والشيخ أحمد الوافي كما نشرت كتابا يشرح مقامات الموسيقي العربية، إلى جانب ذلك حرصت هذه المؤسسة الثقافية علي نشر مختارات من الأعمال الفنية التي قامت بها وضمنتها اشرطة سمعية لتكون انموذجا للعمل الموسيقي الراقي.
وعرفت المجموعة الرشيدية بعروضها الشهرية في الفضاءات التونسية مثل المسرح البلدي ودار الأصرم ودار حسين ومدرسة بئر الأحجار وهذه الامكنة تزيد من روعة العروض وتبعث الجمال والروعة خصوصا مع عراقة الملابس وللازياء التقليدية لعناصر الفرقة.
كما تنتظم عروض ودروس في مختلف الاختصاصات بمقر الجمعية الرشيدية لفائدة الطلاب، فهناك دروس حول المقامات واخري حول الالات المختلفة ودروس أخرى حول الأداء وتحسين الصوت.

ويشرف على المجموعة الصوتية للفرقة الفنان نبيل زميط وهكذا تعد الرشيدية منارة من منارات الموسيقي التونسية والعربية والمتوسطية طيلة قرن مضى.

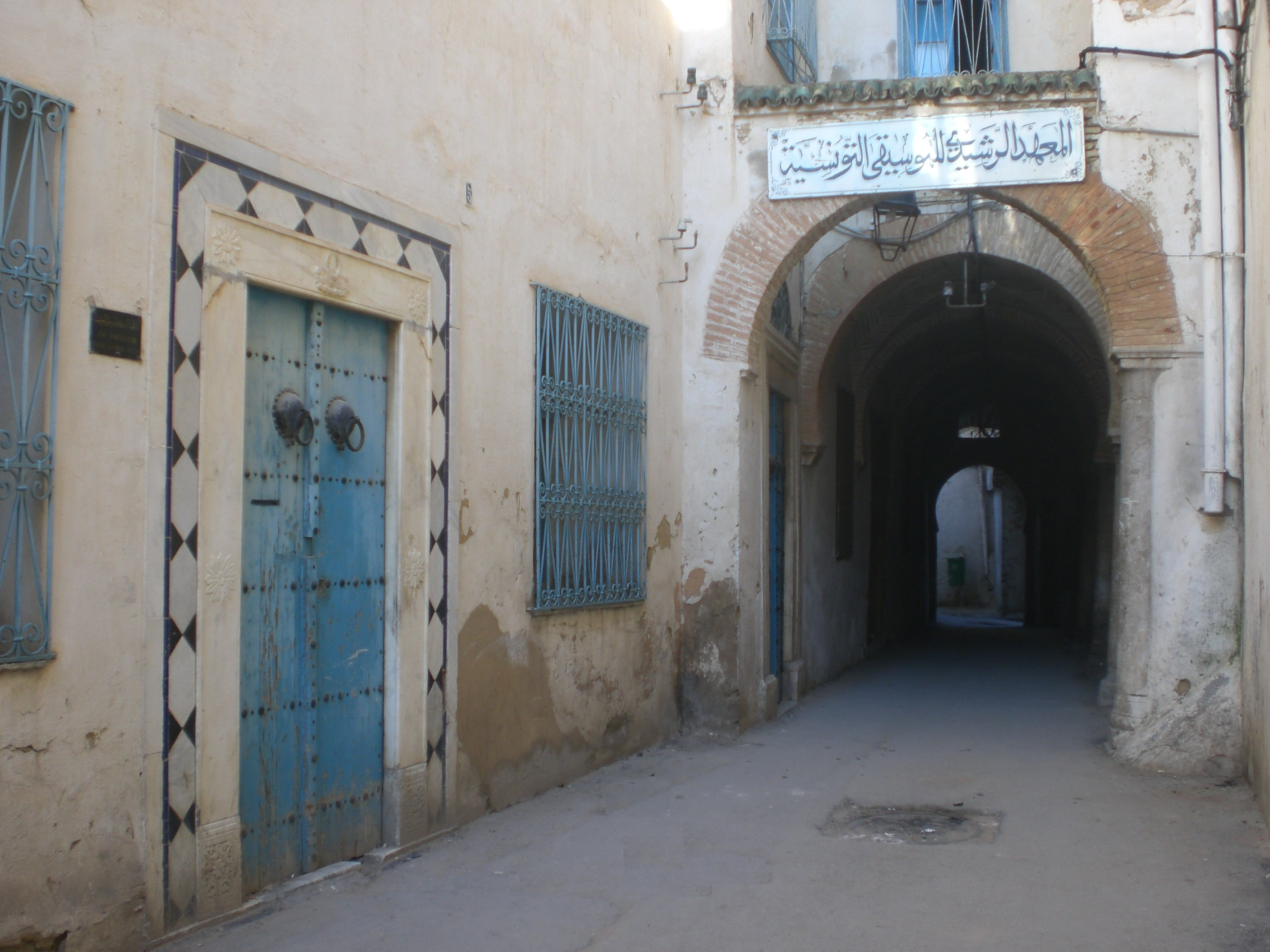
مقر المعهد الرشيدي في دار الدولاتلي بمدينة تونس العتيقة.

## المراجع

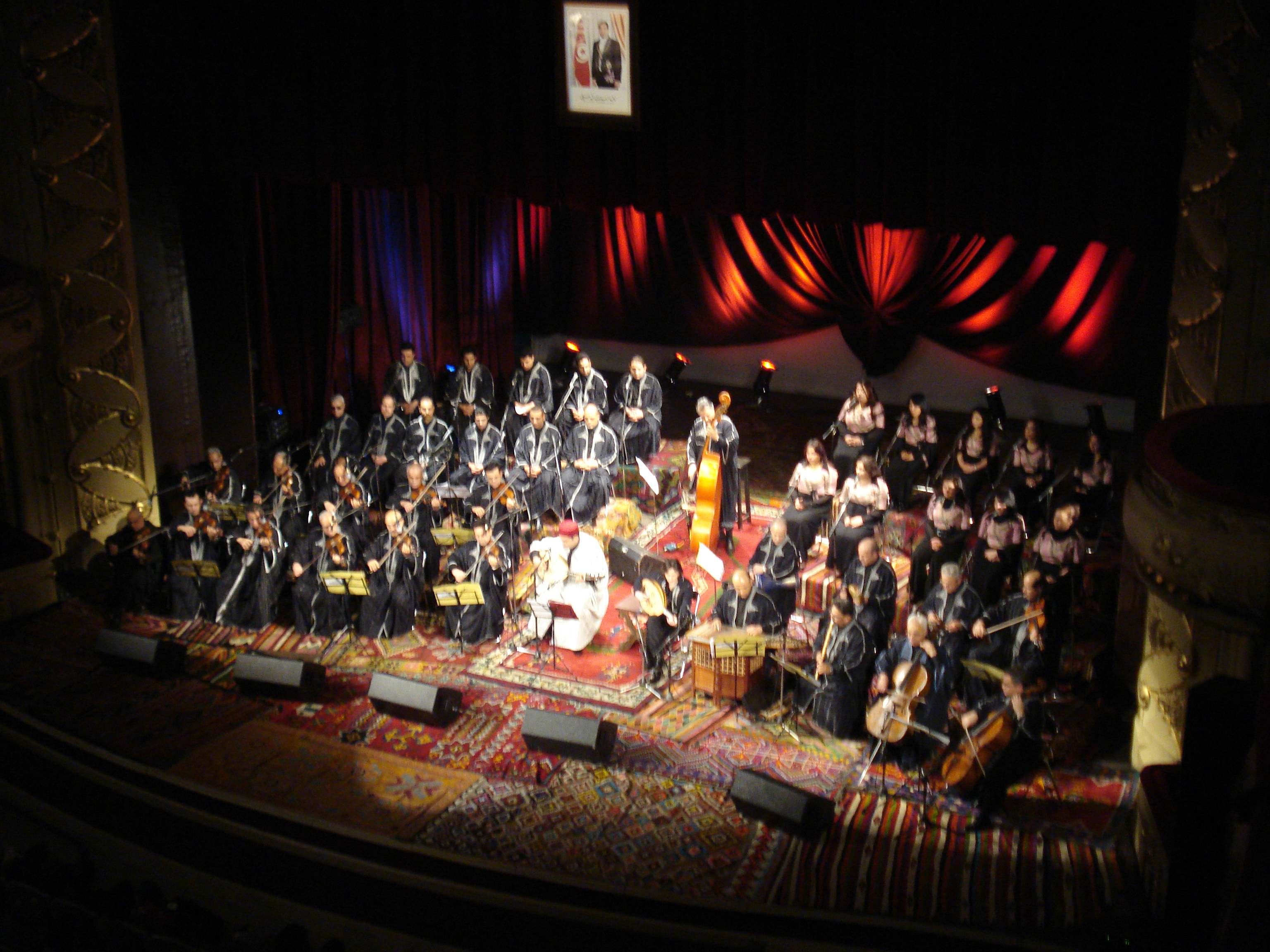
عرض فرقة الرشيدية بالمسرح البلدي بتونس يوم